# Вагинално подмазивање
Вагинално подмазивање односи се на течност коју женина вагина природно лучи. Вагинално подмазивање или влажност увек је присутна, али је значајно увећана у стању сексуалне узбуђености и антиципације сексуалног односа. Вагинална сухоћа је стање у којем је лучење недовољно те се понекад користе вештачки лубриканти како би се влажност повећала. Ако нема довољне подмазаности, сексуални однос може за жену бити болан. Вагина нема жлезде, па су јој стога неопходни други методи лубрикације. Цурење плазме из зидова вагине због ширења крвних судова сматра се главним извором подмазивања, а Бартолинијеве жлезде, смештене мало испод интроитуса (отвора вагине) те лево и десно од њега, такође луче слуз и увећавају секреције из вагиналних зидова.